# Enfrentamientos en Llallagua de 2025
Los enfrentamientos en Llalagua de 2025 fueron un conflicto armado entre pobladores del municipio de Llallagua, y la Policía Nacional de Bolivia contra el grupo de seguidores de Evo Morales que cercaron la ciudad, con daños a propiedades públicas y privadas, saqueos a centros de comercio. El incidente dejó a un campesino en las protestas y 4 policías fallecidos.
Se denuncia que los seguidores del líder cocalero, más enfáticamente del aillu o comunidad Qaqachaca de hostigar a la población con dinamitas, piedras y armas de fuego. Además de acusar a los ayllus "guerreros" de Norte Potosí de poseer sembradíos de marihuana y fábricas de cocaína en los ayllus. Estos mismos movilizados que apoyan a Morales demandan que la urbe de Llallagua es parte de su territorio. Al territorio sin presencia policial y que se realiza actos de contrabando de autos robados del norte de Chile y el narcotrafico se los denomina como México Chico.  La población capturó a un dirigente de dicha comunidad, acusado de ser responsable de la violencia, y posteriormente el dirigente es capturado por la policía.
La población, descontento de la indiferencia del Estado Boliviano y de la violencia declarada por Evo Morales, es declarado enemigo de Llallagua a este último, asi como la solicitud de renuncia del alcalde. La declaración fue realizada en un cabildo popular ciudadana en Llallagua el 13 de junio de 2025, bajando la bandera de la whipala, y declarando héroes a personas que defendieron a la ciudad.
Los iracundos seguidores de Morales buscan la renuncia del presidente Luis Arce, así como la habilitación de Evo Morales para las elecciones generales de 2025, a pesar de que está inhabilitado tanto por el Tribunal Constitucional Plurinacional (TCP) como el Tribunal Supremo Electoral (TSE). Morales amenaza con más "bloqueos" de caminos.
Despúes de 48 horas de pacificación, el 14 de junio de 2025 se termina oficialmente los enfrentamientos en la región de Llallagua, a pesar de ello las investigaciones continuan.

## Saldos

### Muertos
Desde el viceministerio de Régimen Interior y los medios de comunicación se anotició del deceso del subteniente Brayan Barrozo Rodríguez. En tanto, desde el Comando Departamental de Policía (Oruro) confirmó el fallecimiento del subteniente Carlos Enrique Apata Tola.
Desde la Dirección Distrital de Educación se reportó y confirmó la muerte de Vladimir Aguilar Choque, un adolescente que cursaba el curso 5to grado de educación secundaria, el día 13 de junio de 2025. El director distrital, Armando Hinojosa relata que el adolescente fue victima de las agresiones de los manifestantes "pro-Evo", más presisamente con el aillu Chullpa. Dicha agresión fue registrado el 11 de junio de 2025, a horas de la tarde. La información fue corraborado por su padre, y contado en la radioemisora Pio XII.

## Repercusiones

### Político
Diferentes candidatos políticos, especialmente de los que están en contra de Evo Morales y el Movimiento al Socialismo lamentaron el fallecimiento de policías víctimas de la violencia de grupos evistas.
Uno de ellos es el candidato Samuel Doria Medina, que en su cuenta social X manda sus condolencias a los policías fallecidos. En tanto, el exgobernador de Santa Cruz, Luis Fernando Camacho, detenido en el penal de Chonchocoro, lamentó los fallecidos, y condenó la violencia, responsabilizando a Evo Morales. «La inoperancia del gobierno, al no aplicar las leyes y detener al prófugo Evo Morales, es la causa principal de la violencia que hoy soporta el pueblo boliviano», enfatizó Camacho.
El capitán de la Policía, y candidato vicepresidencial por el Partido Demócrata Cristiano, Edman Lara cuestionó al Gobierno de Luis Arce, al Alto Mando de la Policía Bolivia, y a Evo Morales por la escalada del conflicto. «Evo Morales está inhabilitado, y no entiende. Y eso me preocupa. Pero también me preocupa que la Policía sea ineficiente», manifestó Lara, cuestionando a la Fiscalía y Policía porque Evo no fue detenido aún.